# Parco nazionale di Rila
Il parco nazionale di Rila (in bulgaro:Национален парк Рѝла ) è un'area naturale protetta della Bulgaria sul massiccio del Rila. È stato istituito nel 1992 e occupa una superficie di 81.046 ha.
Il monte Mussala con i suoi i 2925 m s.l.m., rappresenta la vetta più elevata del massiccio del Rila.

## Fauna
La fauna del Parco nazionale di Rila è rappresentata da un numero considerevole di vertebrati – 178 specie. Quelli principali sono: camoscio dei Balcani (Rupicapra rupicapra balcanica), cervo (Cervus elaphus), capriolo (Capreolus capreolus), orso bruno (Ursus arctos), lupo (Canis lupus), gatto selvatico (Felis silvestris), puzzola marmorizzata (Vormela peregusna), faina (Martes foina), donnola (mustela nivalis), martora (Martes martes), scoiattolo (Sciurus vulgaris), citello comune (Spermophilus citellus). Da ricordare che nella metà degli anni '80, sono stati “introdotti” per motivi venatori, alcuni stambecchi delle Alpi (Capra ibex). Tuttavia non c'è stato alcun seguito, a causa di un eccessivo bracconaggio.
Anche l'avifauna è ricca – 99 specie. L'aquila imperiale orientale (Aquila heliaca) è elencata nella Lista rossa delle specie animali a rischio di estinzione a livello globale.  Tra le specie di uccelli di maggior pregio figurano l'aquila reale (Aquila chrysaetos), l'aquila minore (Hieraaetus pennatus), il falco pellegrino (Falco peregrinus), il francolino di monte (Bonasa bonasia), il gallo cedrone (Tetrao urogallus), il picchio nero (Dryocopos martius) e il picchio tridattilo (Picoides trydactylus).